# Belleville (Ródano)
Belleville fue una comuna francesa situada en el departamento de Ródano, de la región de Auvernia-Ródano-Alpes, que el 1 de enero de 2019 pasó a ser una comuna delegada y la sede de la comuna nueva de Belleville-en-Beaujolais.

## Geografía
Está ubicada en orillas del río Saona, a 45 km al norte de Lyon.

## Historia
El 1 de enero de 2019 pasó a ser una comuna delegada y la sede de la comuna nueva de Belleville-en-Beaujolais al fusionarse con la comuna vecina de Saint-Jean-d'Ardières.

## Demografía
| 4 040 | 5 837 | 6 397 | 5 935 | 5 840 | 7 465 | 8 123 | 8 262 |
| Para los censos de 1962 a 1999 la población legal corresponde a la población sin duplicidades (Fuente: INSEE [Consultar]) |       |       |       |       |       |       |       |